# Zigeunerbraten
Els Zigeunerbraten són rostits de porc o vedella especiats específicament en la gastronomia. El nom no fa referència directament als gitanos (antigament, en alemany, Zigeuner, actualment paraula amb connotacions despectives), sinó que es va extreure de l'argot militar i designava la cocció de la carn a l'aire lliure, d'aquí també el terme Zigeunerfleisch ("carn de gitano").
Els Zigeunerbraten també es poden fer amb carn salada. A Àustria, un Zigeunerrostbraten és un rostit de carn cuita a foc lent amb pebre, cansalada o pernil, ceba i pebrots picants.

## Debat sobre el nom
En la gastronomia, el llenguatge de la cuina i les receptes, el terme amb connotació negativa "Zigeuner-" no fa referència a l'ètnia, sinó a l'ús intensiu de pebre com a ingredient. Amb à la zingara ("a l'estil gitano") s'anomena en la cuina internacional una forma de guarnició, una preparació i l'ús d'ingredients dominants en gustos com el pebre i la ceba. Això inclou també la Zigeunersauce ("salsa de gitano") o el Zigeunerschnitzel ("schnitzel de gitano").

## Origen i història del nom
La majoria dels plats denominats amb el terme "Zigeuner-" provenen de la cuina austríaca i tenen les seves arrels en la cuina hongaresa.
Els Zigeunerbraten eren coneguts com a mínim des del segle XIX i es preparaven, per exemple, a les cuines de camp de l'exèrcit austrohongarès, de l'exèrcit italià o de l'exèrcit suís, així com a les festes populars. En l'antic dia festiu d'Acaci i 10.000 màrtirs de l'Ararat a Coira, els tiradors eren abastits per una cuina de camp, a la qual era assignada la preparació del Zigeunerbraten. La carn es tallava de manera que es podia enfilar en un ast i rostir a la foguera, i el Zigeunerbraten es regava amb greix i es servia directament a l'ast.
Victor Aimé Huber va explicar com es rostia el Zigeunerbraten a l'ast al seu diari de viatges de 1847 Slavonische Zustände:
| «                   | Un hàbil guarda (anomenat Waldhüter en alemany i lugar en croat) estava ocupat clavant alternativament grans trossos de carn d'ox i trossos de cansalada, que es cobrien amb ceba picada, en un espit. Tot plegat es cobria amb pebre roig, conegut com a paprika, que generalment s'utilitza en lloc del pebre negre. Llavors, l'espit es posava entre forquilles i es girava lentament sobre el foc. La carn preparada d'aquesta manera es coneix com a Zigeunerbraten. | » |
| — Victor-Aime Huber | |   |